# Siegenburg
Siegenburg er en købstad (markt) i Landkreis Kelheim i Regierungsbezirk Niederbayern i den tyske delstat Bayern. Den er administrationsby for Verwaltungsgemeinschaft Siegenburg.

## Geografi
Siegenburg ligger i Region Regensburg i humleområdet Hallertau.
I Kommunen ligger ud over Siegenburg, landsbyerne Niederumelsdorf, Staudach og Tollbach.
Siegenburg grænser mod nord til Biburg.